# 1er corps d'armée (Grèce)
Pour les articles homonymes, voir 1er corps d'armée.

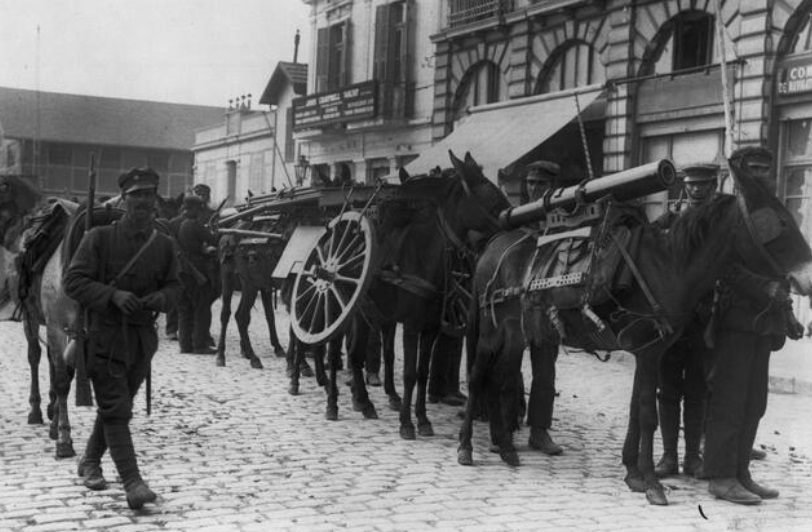
Artillerie de montagne grecque du 1er corps d'armée en 1916

Le 1er corps d'armée (en grec moderne : Α' Σώμα Στρατού) est un corps d'armée de l'armée grecque actif de 1913 à 1941 et de 1946 à 2013.

## Historique
Il est initialement basé à Athènes et couvrant le sud de la Grèce, 
Durant l'intervention alliée pendant la guerre civile russe de 1918 a 1920, 23 351 hommes composée des 1re (en), 2e (en) et 13e divisions, commandée par le général Konstantinos Nider (en) sont déployés en Crimée, à Odessa et Kherson
Ce corps d'armée a été chargé en 1962 de couvrir les frontières du nord-ouest de la Grèce et été donc basé à Kozani jusqu'à sa dissolution en 2013.
Sa devise était Molon labe.